# Струзька сільська рада
Стру́зька сільська́ ра́да — адміністративно-територіальна одиниця та орган місцевого самоврядування в Новоушицькому районі Хмельницької області. Адміністративний центр — село Струга.

## Загальні відомості
Струзька сільська рада утворена в 1921 році.
- Територія ради: 34,155 км²
- Населення ради: 1 675 осіб (станом на 2001 рік)
- Територією ради протікає річка Калюс

## Населені пункти
Сільській раді підпорядковані населені пункти:
- с. Струга

## Склад ради
Рада складається з 16 депутатів та голови.
- Голова ради: Жосан Анатолій Дмитрович
- Секретар ради: Павлуник Лідія Михайлівна

### Керівний склад попередніх скликань
| Прізвище, ім'я, по батькові | Основні відомості                                                 | Дата обрання | Дата звільнення |
| --------------------------- | ----------------------------------------------------------------- | ------------ | --------------- |
| Жосан Анатолій Дмитрович    | Сільський голова, 1955 року народження, освіта вища, безпартійний | 26.03.2006   | 31.10.2010      |
| Жосан Анатолій Дмитрович    | Сільський голова, 1955 року народження, освіта вища, безпартійний | 31.10.2010   |                 |

Примітка: таблиця складена за даними сайту Верховної Ради України

### Депутати
За результатами місцевих виборів 2010 року депутатами ради стали:

#### За суб'єктами висування
| Суб'єкт висування                 | Кількість обраних депутатів | %    |
| --------------------------------- | --------------------------- | ---- |
| Самовисування                     | 9                           | 56,3 |
| Партія регіонів                   | 3                           | 18,8 |
| Народна партія                    | 2                           | 12,5 |
| Політична партія «Сильна Україна» | 2                           | 12,5 |

#### За округами
| № округу                          | Прізвище, ім'я, по батькові    | Дата визнання обраним | Освіта  | Партійна приналежність                        | Відомості про обраного депутата                                           |
| --------------------------------- | ------------------------------ | --------------------- | ------- | --------------------------------------------- | ------------------------------------------------------------------------- |
| Народна Партія                    |                                |                       |         |                                               |                                                                           |
| 5                                 | Лукіянчук Станіслава Василівна | 04.11.2010            | вища    | член Народної партії                          | Струзьке лісництво, бухгалтер                                             |
| 10                                | Бондар Валентин Михайлович     | 04.11.2010            | вища    | член Народної партії                          | Струзьке лісництво, лісничий                                              |
| Партія регіонів                   |                                |                       |         |                                               |                                                                           |
| 1                                 | Павлуник Лідія Михайлівна      | 04.11.2010            | вища    | позапартійна                                  | Струзька сільська рада, секретар                                          |
| 9                                 | Ставнійчук Ольга Петрівна      | 04.11.2010            | вища    | позапартійна                                  | дошкільний навчальний заклад с. Струга, завідувачка                       |
| 12                                | Тарчинська Ольга Петрівна      | 04.11.2010            | вища    | позапартійна                                  | Струзька загальноосвітня школа, директор школи                            |
| Політична партія «Сильна Україна» |                                |                       |         |                                               |                                                                           |
| 11                                | Павлішина Тетяна Анатоліївна   | 04.11.2010            | вища    | позапартійна                                  | Струзька загальноосвітня школа, вчитель                                   |
| 13                                | Стрілецька Неоніла Василівна   | 04.11.2010            | вища    | позапартійна                                  | Струзька загальноосвітня школа, вчитель                                   |
| Самовисування                     |                                |                       |         |                                               |                                                                           |
| 2                                 | Стрілецька Ганна В'ячеславівна | 04.11.2010            | вища    | позапартійна                                  | Струзька загальноосвітня школа І-ІІІ ст., заступник директора             |
| 3                                 | Коб'ялко Володимир Степанович  | 04.11.2010            | вища    | позапартійний                                 | Струзька загальноосвітня школа І-ІІІ ст., вчитель                         |
| 4                                 | Жирун Іван Никифорович         | 04.11.2010            | вища    | позапартійний                                 | Струзька амбулаторія загальної практики/сімейної медицини, сімейний лікар |
| 6                                 | Михайловська Інна Анатоліївна  | 04.11.2010            | вища    | позапартійна                                  | тимчасово не працює                                                       |
| 7                                 | Колісник Інна Анатоліївна      | 04.11.2010            | вища    | позапартійна                                  | СТ «Шанс −07», голова                                                     |
| 8                                 | Андрусевич Галина Анатоліївна  | 04.11.2010            | вища    | позапартійна                                  | СТ"Шанс −07", завідувачка буфету                                          |
| 14                                | Корецька Валентина Анатоліївна | 04.11.2010            | вища    | член Всеукраїнського об'єднання «Батьківщина» | Струзька сільська рада, бухгалтер                                         |
| 15                                | Павлішина Ольга Михайлівна     | 04.11.2010            | вища    | член Всеукраїнського об'єднання «Батьківщина» | Струзька сільська рада, касир                                             |
| 16                                | Антонюк Сергій Васильович      | 04.11.2010            | середня | позапартійний                                 | Фермерське господарствоАС «Довжок −05», голова                            |